# 우치가타촌
우치가타촌(内潟村)은 아오모리현 기타쓰가루군에 놓여졌던 촌이다.

## 연혁
- 1889년 4월 1일 - 정촌제 시행에 의해 기타쓰가루군 우스이치촌, 다카네촌, 오베쓰촌, 이마이즈미촌과 합병해, 우치가타촌이 성립하였다.
- 1955년 3월 1일 - 기타쓰가루군 나카사토정, 타케다촌과 합병해, 나카사토정을 신설해 소멸하였다.